# Fulmen
Fulmen ou Accumulateur Fulmen est une marque de batterie au plomb appartenant à la société Exide Technologies. Elle fut une entité indépendante jusque dans les années 1970.

## Histoire

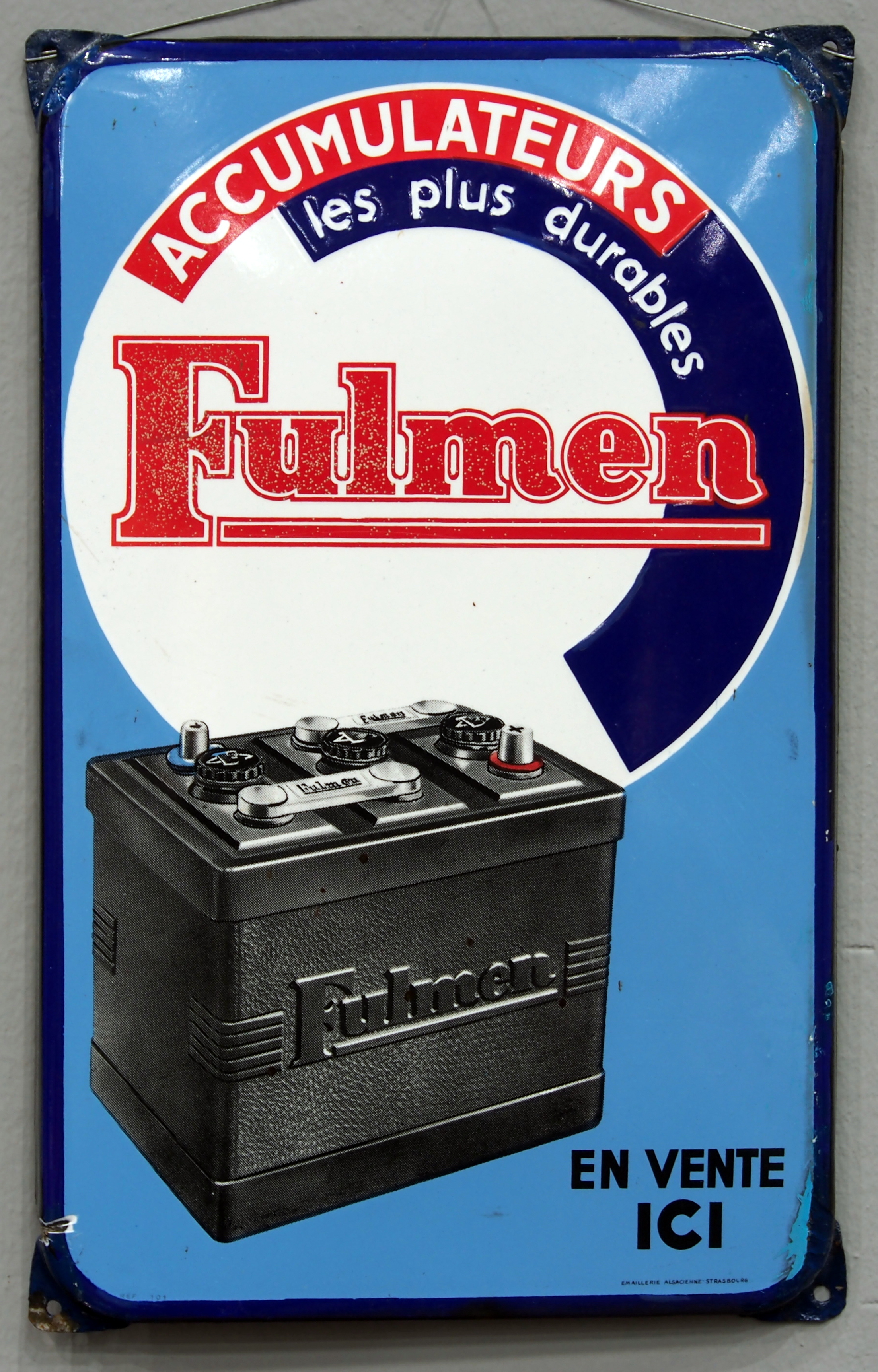
Affiche Fulmen

La société de l’accumulateur Fulmen a été créée en 1891 par Albert Brault. 
Le nom commercial vient du latin  Fulmen / Fulminis , signifiant la foudre (cf l'adjectif fulminant) et capitalise sur l'image de toute-puissance de Zeus - Jupiter, maître de l'Olympe dans la mythologie.
En 1892 Fulmen ouvre sa première usine à Clichy. Dans les années qui suivirent, elle en ouvrit d'autres dans les villes de Vierzon, Nanterre, Auxerre, Nîmes, Chasseneuil et Poitiers. En 1894, le premier fiacre automobile construit par Louis Kreiger était muni d’une batterie Fulmen située entre les roues avant. Quatre années plus tard, la première locomotive électrique sur rail (Paris-Lyon-Marseille) était également montée avec une batterie Fulmen. Ces mêmes batteries équipèrent la même année le sous-marin Narval. ces batteries étaient conçues par l'ingénieur franco-italien Donato Tommasi, spécialiste de l'électrochimie et de la galvanoplastie .

### Internationalisation
1924: la CGE (Compagnie Générale électrique) achète la société Fulmen France. 
1925: les ventes des batteries Fulmen en Belgique amena la société à créer La société Belge de l’accumulateur Fulmen. 
1974: la fusion de Fulmen France et de la CGE devient la CEAC. 
1982: Fusion des réseaux commerciaux Fulmen/Tudor/Dinin.
1989: Rachat des droits d’usage de la marque Fulmen en Belgique par la CEAC. 
La marque Fulmen fait désormais partie du groupe EXIDE Technologies depuis le rachat de la CEAC en 1993.
Le 28 mars 2001 la société est radiée INSEE

### Historique du logo

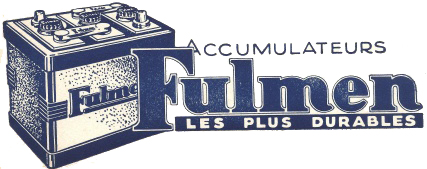
Logo Fulmen dans les années 1900
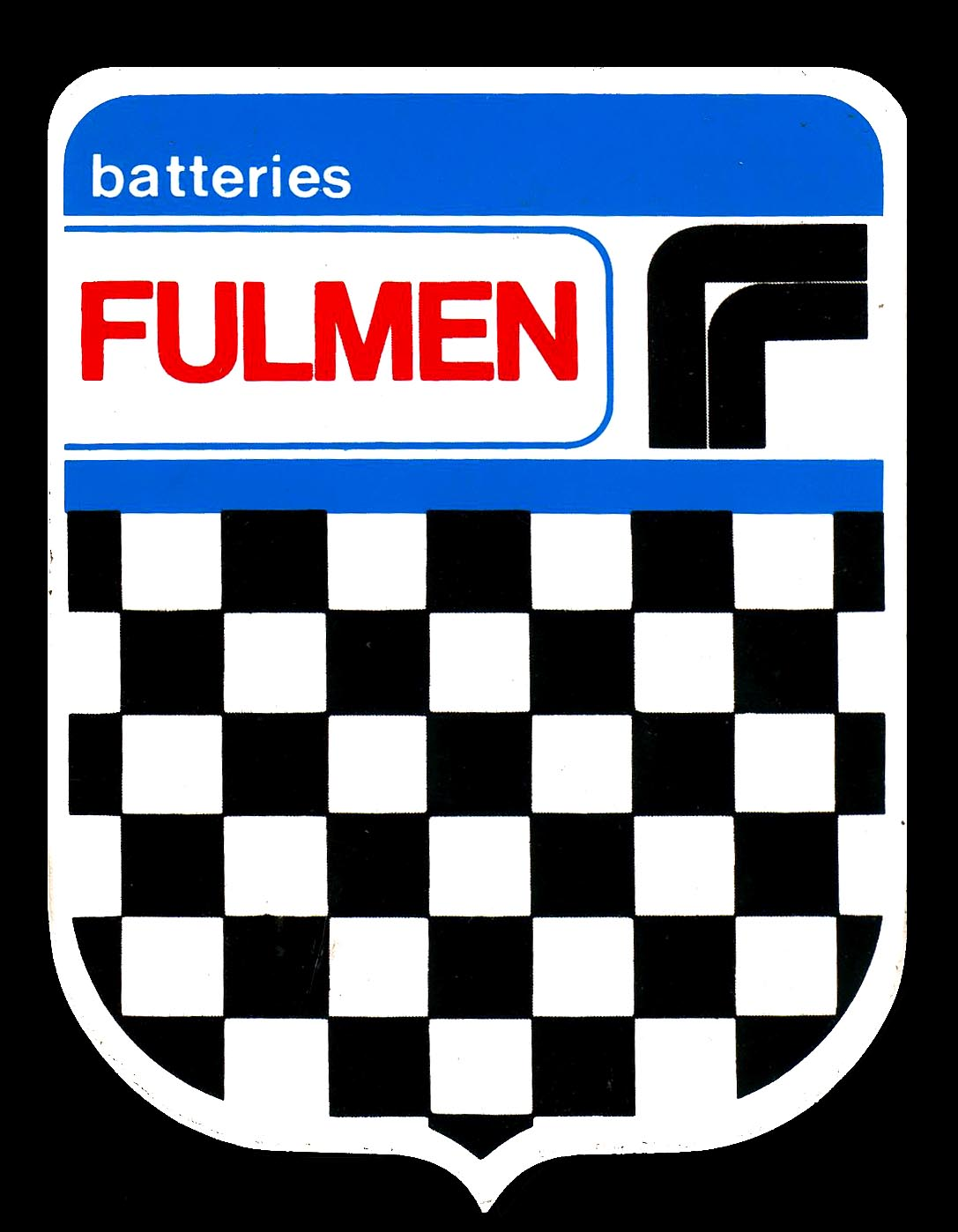
Logo de Fulmen dans les années 1970
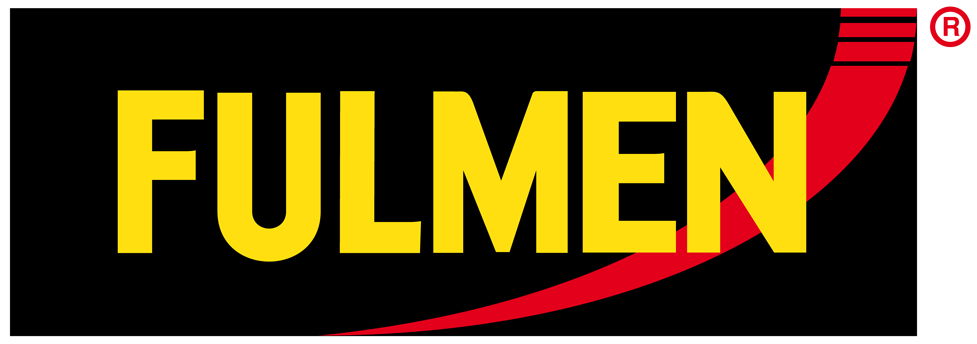
Logo actuel

## Performance
En 1895, le double phaéton Jeantaud prit part à la course Paris-Bordeaux en changeant sa batterie Fulmen à tous les relais distant de 40 kilomètres.

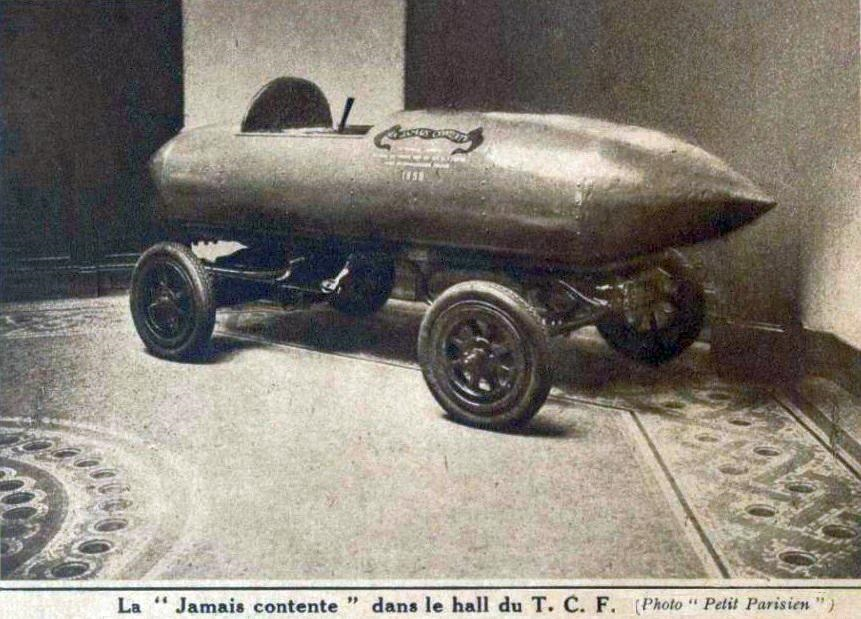
La Jamais Contente

En 1899, la voiture électrique belge la "Jamais Contente" est la première voiture du monde à dépasser les 100 km/h avec une batterie Fulmen. 
En 1906, une batterie Fulmen établissait un record du monde de parcours sans recharge en effectuant 307 km entre Paris et Châtellerault.

## Autres

### Seconde Guerre mondiale
En mai 1941, ce sont plus de 350 exemplaires du journal clandestin no 1 Les Petites Ailes de France qui sont dactylographiés avec les machines à écrire de l’usine Fulmen de Clichy. Cela étant dû au fait que deux partisans du journal étaient des employés de Fulmen (Louis Jorimann, chef du personnel et Berty Albrecht, surintendante).

### Divers

#### Fulmen-courrier
Il s'agissait d'un journal trimestriel publié à l’intention des spécialistes. Il fournissait aux électriciens, garagistes vendeurs… des conseils pratiques, de l’actualité et de la documentation technique sur les batteries Fulmen et le secteur des batteries en général. Il était gratuit et disponible sur demande auprès de la société Fulmen.

#### Fulmen service
Il s'agissait d'un département de matériel créé par la société de l'accumulateur Fulmen qui mettait à disposition des spécialistes un ensemble d'outillage pour faciliter le contrôle (l'électromètre Fulmen), l'entretien (le Nivostop, le Soudrapide électrique...), la charge (le siphon à vidange, les densimètres…) et la réparation des accumulateurs (les mèches à détourer, l'étau à maintenir... pour le démontage, les gabarits, les masseuses à mastic, la brosse métallique… pour le montage). Tous ce matériel était estampillé Fulmen.

#### Les agences Fulmen
Différents panonceaux étaient accordés à certaines enseignes sur demande. Le panonceau STOCK FULMEN indiquait un établissement possédant des batteries Fulmen des modèles les plus récents. Le panonceau STATION-SERVICE FULMEN n'était accordé qu'aux électriciens habilités par la société des accumulateurs Fulmen. La liste de ces électriciens paraissait dans le Fulmen-courrier.